# Giovanni di Castellomata
Giovanni di Castellomata (XII secolo) è stato un medico italiano.
La famiglia dei Castellomata era, nella prima metà del secolo XIII, tra le più importanti di Salerno, e Giovanni compare tra i testimoni del testamento di Maria di Montpellier, moglie di Pietro II d'Aragona.
È poi presente alla corte papale dal 1213, dove risulta essere medico di Innocenzo III: in quanto tale egli è il primo archiatra pontificio ad essere documentato. 
Salvatore De Renzi identifica nella sua opera questo Giovanni con l'omonimo destinato alla diocesi di Policastro nel 1254; tuttavia tale identificazione è da considerarsi errata.
1. ↑   Collectio salernitana, ossia Documenti inediti, e trattati di medicina appartenenti alla Scuola medica salernitana, a cura di Salvatore De Renzi, Napoli 1852-1859, vol. I, p. 293..
2. ↑   N. Kamp, Kirche und Monarchie im staufischen Königreich Sizilien, I, Prosopographische Grundlegung Bistümer und Bischöfe des Königreichs 1194-1266, vol. 1, Abruzzen und Kampanien, München 1973, p. 475, nota 44..